# Associació Call de Barcelona

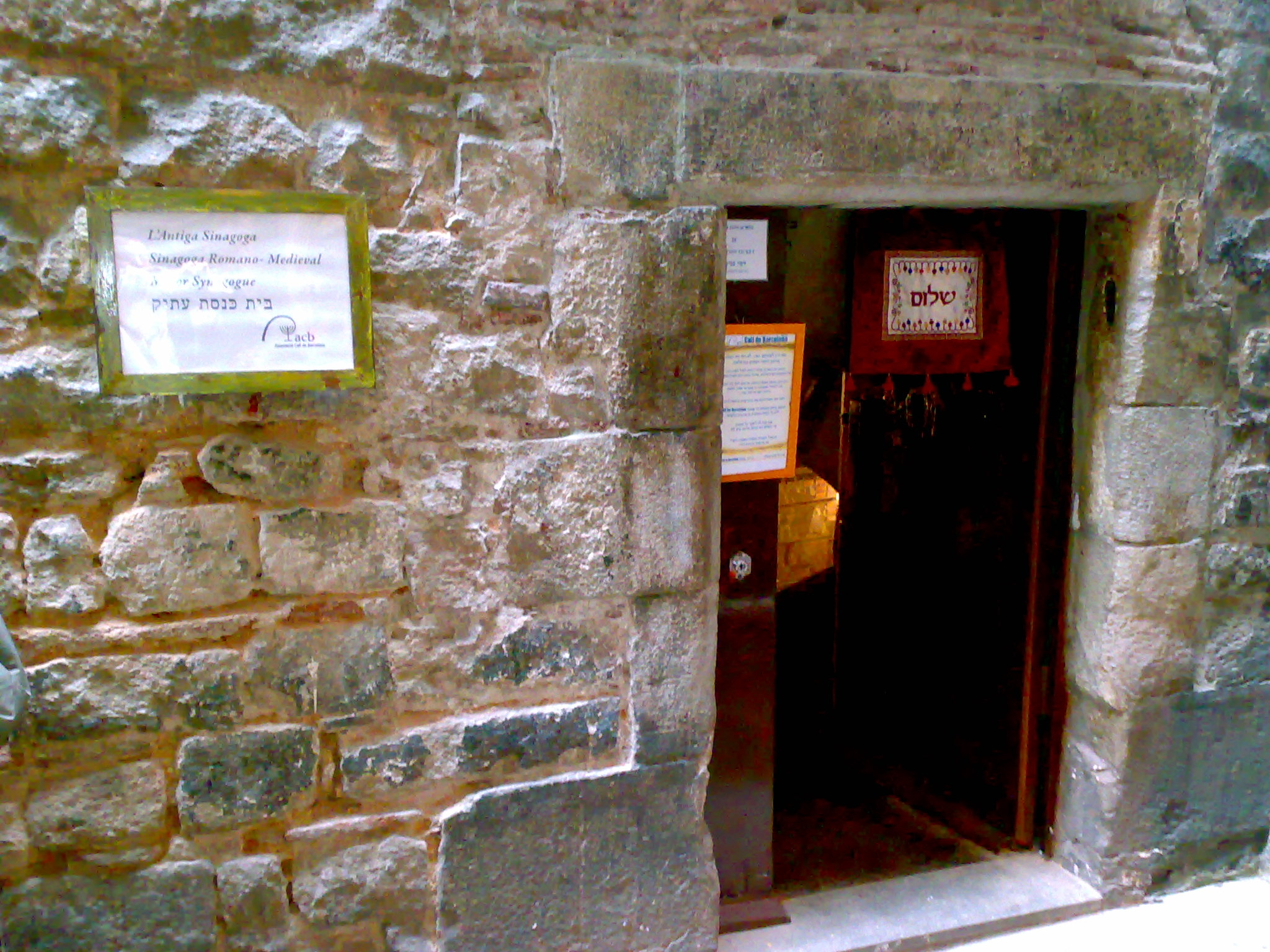
Entrada de la Associació Call de Barcelona. Calle Marlet, 5

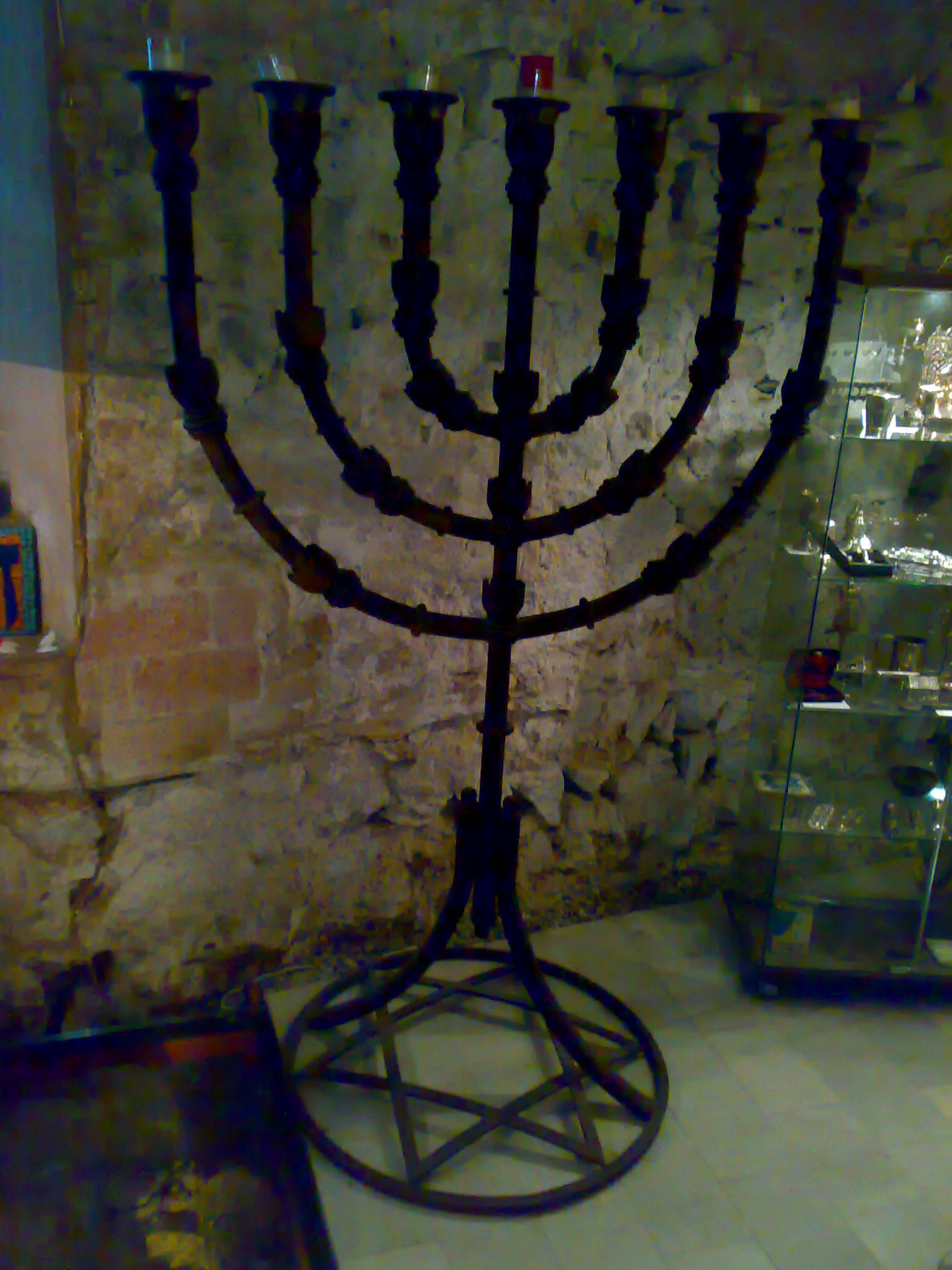
Menorá donada por el artista chueta Ferrán Aguiló.

La Associació Call de Barcelona es una institución judía que funciona en el barrio judío de Barcelona (call de Barcelona en catalán). Es tanto una asociación como la sinagoga Shlomo ben Adret, y se encuentra en terrenos que ocupó desde antes del siglo XI al siglo XIV la antigua Sinagoga Mayor de Barcelona, la cual fue pasada a dominio real después de ser incendiada durante los pogromos que arrasaron la judería en 1391.
Tomando en cuenta los restos arqueológicos, es posible que el edificio contara con presencia judía desde el siglo III, lo que lo convertiría en el testimonio de presencia judía en Europa más antiguo hallado hasta el momento.

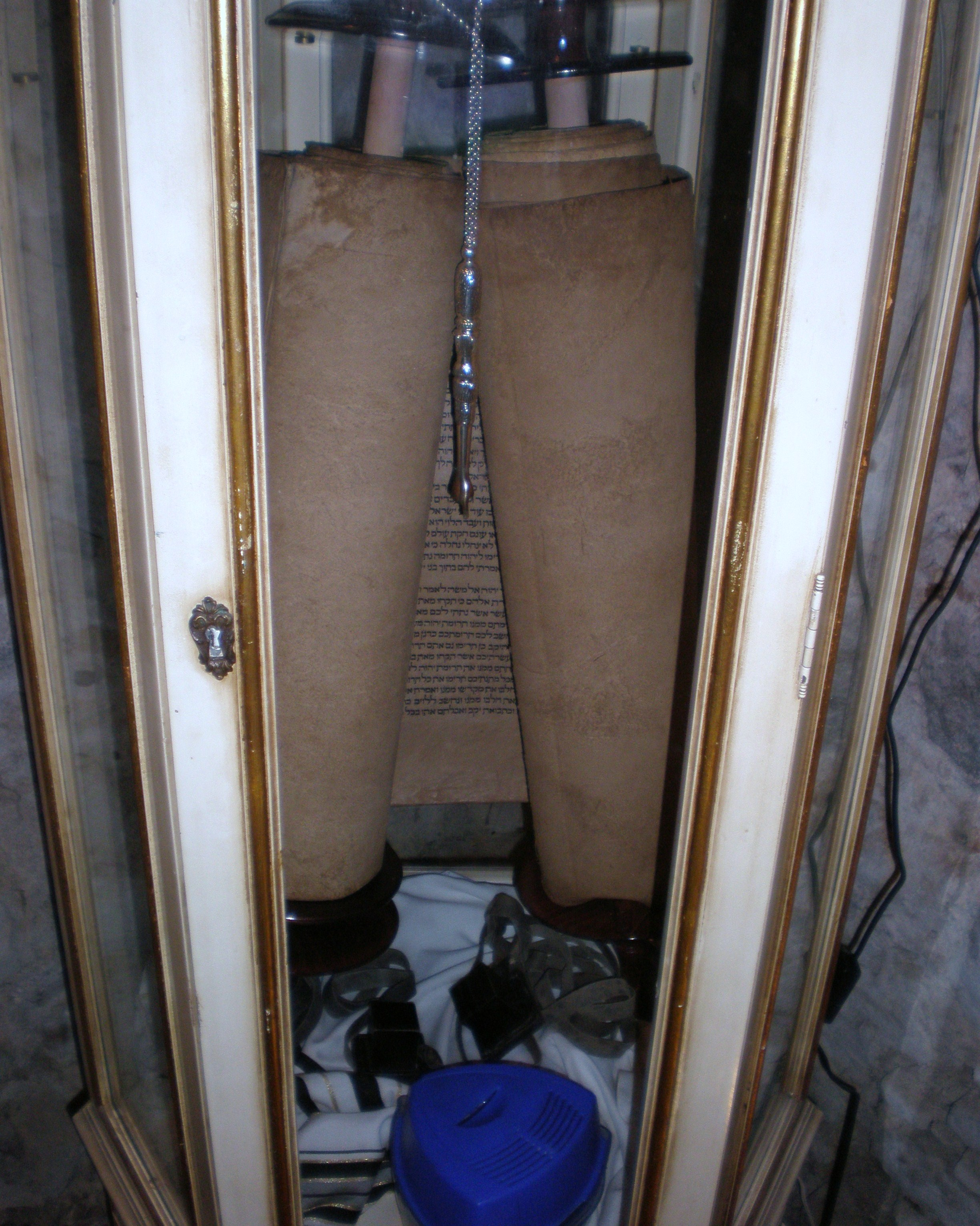
Una de las dos Torás centenarias expuestas en forma permanente en la sinagoga.

La ubicación de la Sinagoga Mayor de Barcelona fue calculada tanto por el historiador Jaume Riera i Sants como por quien fuera a la postre el mentor de la asociación, Miguel Iaffa. El primero basándose en un documento del año 1400 (el recorrido de un recaudador de impuestos) y el segundo basándose en las indicaciones del Talmud sobre la construcción de las sinagogas y comparándolos con las edificaciones actuales. Tomando en cuenta estos datos, Miguel Iaffa, quien es director de la asociación a 2009, compró el edificio, que estaba a punto de convertirse en un pub,
Com motivo de la Operación Plomo Fundido, en 2008, la asociación sufrió un ataque antisemita por parte de un militante de la agrupación de ultraderecha Movimiento Social Republicano, que acabó con un trabajador de la asociación herido por golpes con un bate de béisbol, además de algunos destrozos en la cartelería.